# Eben-Ezer-Kapelle (Wuppertal)

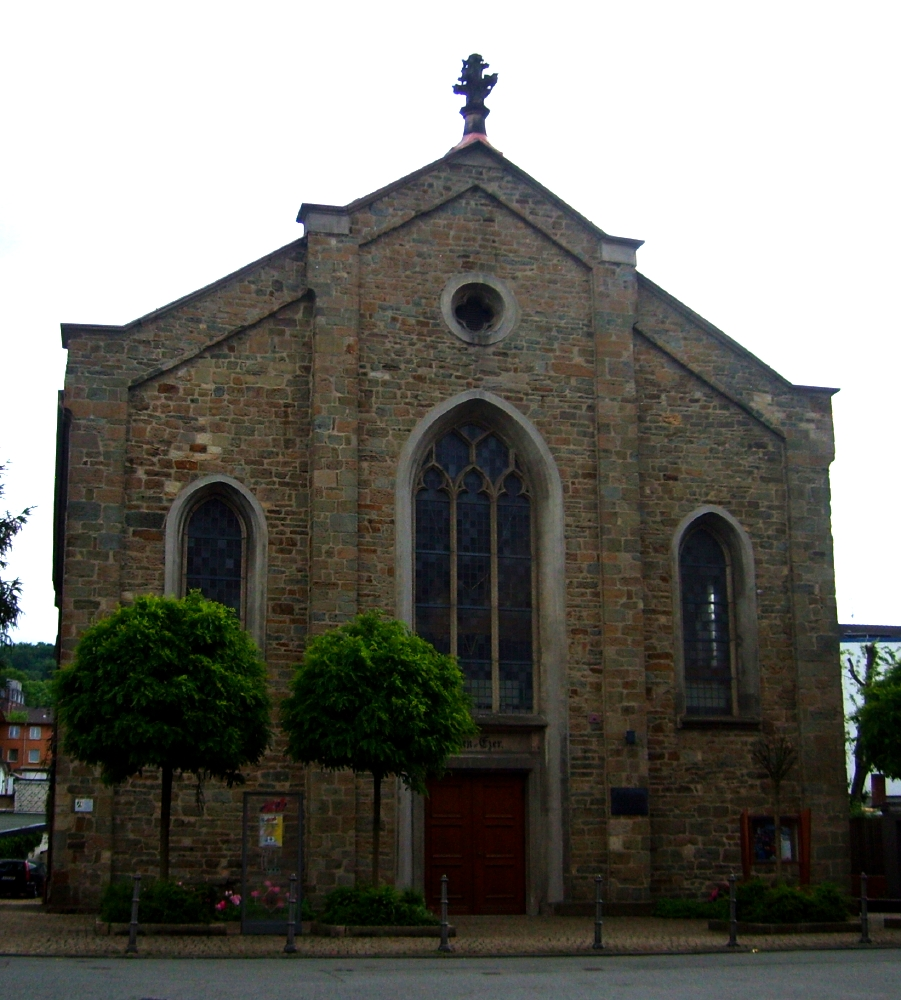
Eben-Ezer-Kapelle

Die Eben-Ezer-Kapelle ist eine als Baudenkmal geschützte Kirche in Wuppertal-Unterbarmen. Sie ist das Gotteshaus der Assemblée de Dieu de Wuppertal, einer französischsprachigen Baptistengemeinde.

## Name
Die Kirche ist nach dem biblischen Stein der Hilfe (1 Sam 7,12 ) benannt (vgl. Eben-Ezer-Kirche). Seit 1998 trägt sie auch den Namen „Köbners Kirche“, in Erinnerung an Julius Köbner, der 1852 die Baptistengemeinde in Barmen gründete.

## Architektur und Baugeschichte
Die Kapelle an der Wartburgstraße 44 wurde 1855/1856 im neugotischen Stil aus Sandstein gebaut, mit einem risalitartig betontem Portal. Sie wurde in den Tagen vom 27. bis zum 29. September 1856 eingeweiht. Im Zweiten Weltkrieg wurde sie 1943 zerstört und von der Gemeinde 1953 wieder aufgebaut.
2024 löste sich die Evangelisch-Freikirchliche Gemeinde Wuppertal-Barmen wegen der geringen Mitgliederzahl auf. Die Kirche wird von der Assemblée de Dieu weiter genutzt, die dort seit September 2023 ihre Gottesdienste feiert.

## Bedeutung
Sie ist die Mutterkirche der rheinischen Baptistengemeinden und damit ein wichtiges historisches und kulturelles Zeugnis der Stadt Wuppertal. Das Kirchengebäude wurde deswegen am 27. August 1984 unter Baudenkmalschutz gestellt.